# Тайнствени афери
„Тайнствени афери“ (на английски: Covert Affairs) е американски драматичен сериал с участието на Пайпър Перабо и Кристофър Горам, излъчващ се от 13 юли 2010 г. по USA Network. На 3 октомври 2013 г. е подновен за пети сезон с 16 епизода, който започва на 24 юни 2014 г.
На 6 януари 2015 г. USA Network обявява, че сериалът няма да бъде подновен за шести сезон и че причината за спирането му са ниските рейтинги.

## Резюме
Ани Уокър, млада обучаваща се агентка на ЦРУ, е изпратена да работи с Отдела за вътрешна защита. Огъст „Оги“ Андерсън, сляп полеви агент, ориентира Ани в новия ѝ живот. Прикритието на Ани е, че работи в музея на института Смитсониън

## „Тайнствени афери“ в България
В България сериалът започва на 12 септември 2011 г. по Нова телевизия, всеки делник от 22:30. На 22 септември се излъчват два епизода, като първият е от 21:00, а сезонът завършва на 23 септември. На 24 август 2012 г. започва втори сезон, всеки делник от 22:00, а от 10 септември от 22:30 и приключва на 13 септември. На 13 август 2013 г. започва повторно първи сезон, всеки делник от 22:00. На 11 юни 2016 г. от 00:30 започва трети сезон с разписание от вторник до събота от 01:00. На 4 юли започва четвърти сезон.
На 9 април 2013 г. в 18:25 започва повторно излъчване по Кино Нова с разписание всеки делник от 19:00 с повторение от 10:00. Първи сезон е повторен още веднъж и веднага след него на 21 януари 2014 г. започва втори сезон, всеки делник от 19:00 с повторение от 11:00. Трети сезон започва премиерно на 12 февруари и приключва на 5 март.
На 8 май 2015 г. по Диема започва премиерно четвърти сезон след повторно излъчване на трети сезон, всеки делник от 19:00 с повторение от 13:30 и приключва на 29 май. На 20 декември 2016 г. започва премиерно пети сезон, всеки делничен ден от 14:00 с повторение от 09:00 и завършва на 10 януари 2017 г.
На 4 декември 2014 г. започва повторно по Fox Life, всеки делник от 22:55 с повторение от 12:00.
В първи и втори сезон дублажът е на Арс Диджитал Студио. Ролите се озвучават от артистите Силвия Русинова, Десислава Знаменова в първи и втори сезон, Даниела Йорданова от трети до пети, Светозар Кокаланов, Илиян Пенев от първи до четвърти сезон, Станислав Димитров в първи, Николай Николов в пети и Димитър Иванчев от втори до пети.